# Diplolaimelloides meyli
Diplolaimelloides meyli är en rundmaskart som beskrevs av Timm 1961. Diplolaimelloides meyli ingår i släktet Diplolaimelloides och familjen Monhysteridae. Inga underarter finns listade i Catalogue of Life.